# Macrostomion nadanum
Macrostomion nadanum är en stekelart som beskrevs av Chen och He 1997. Macrostomion nadanum ingår i släktet Macrostomion och familjen bracksteklar. Inga underarter finns listade i Catalogue of Life.